# St. Johannes (Schoneberg)

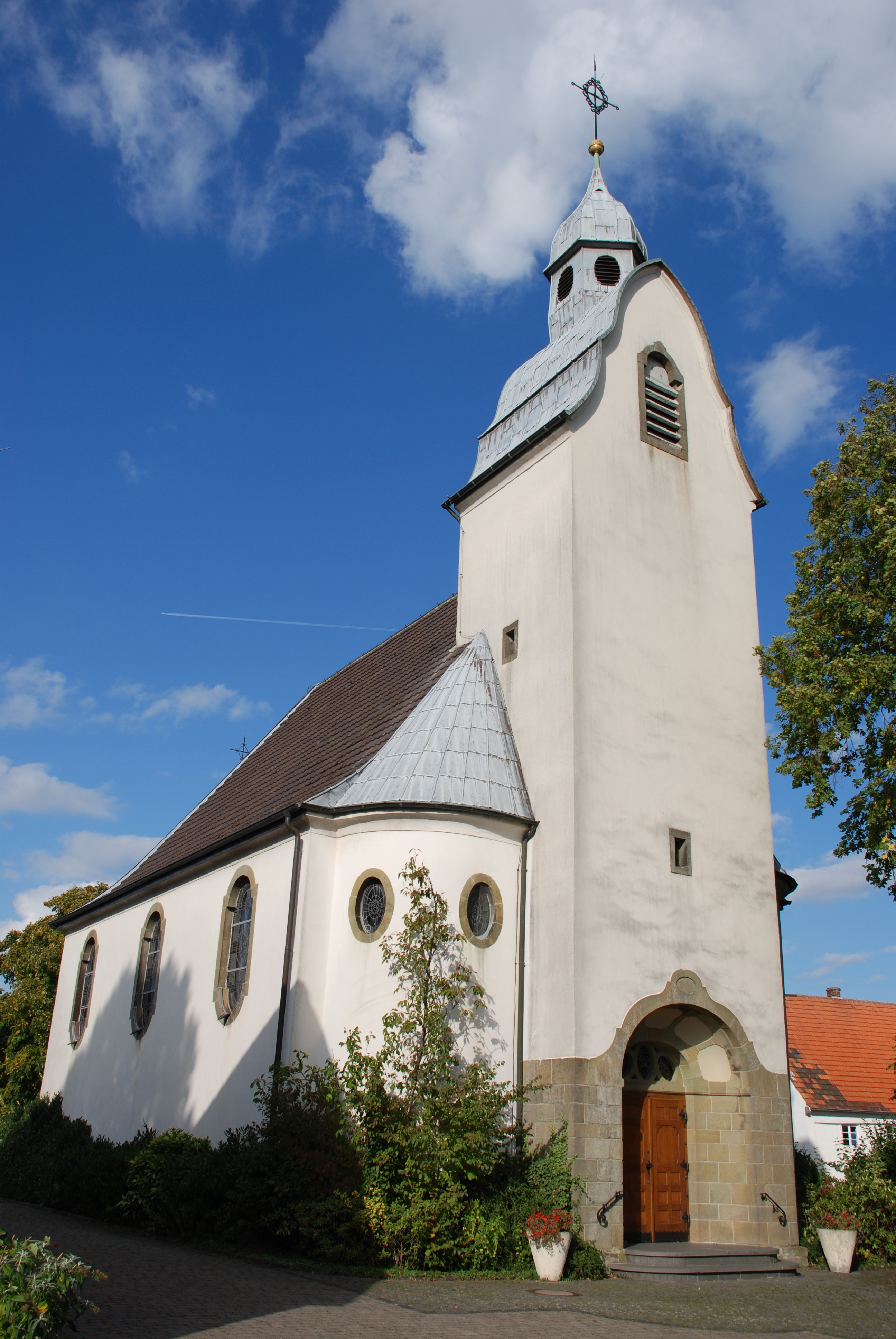
St.-Johannes-Kirche in Schonebeck

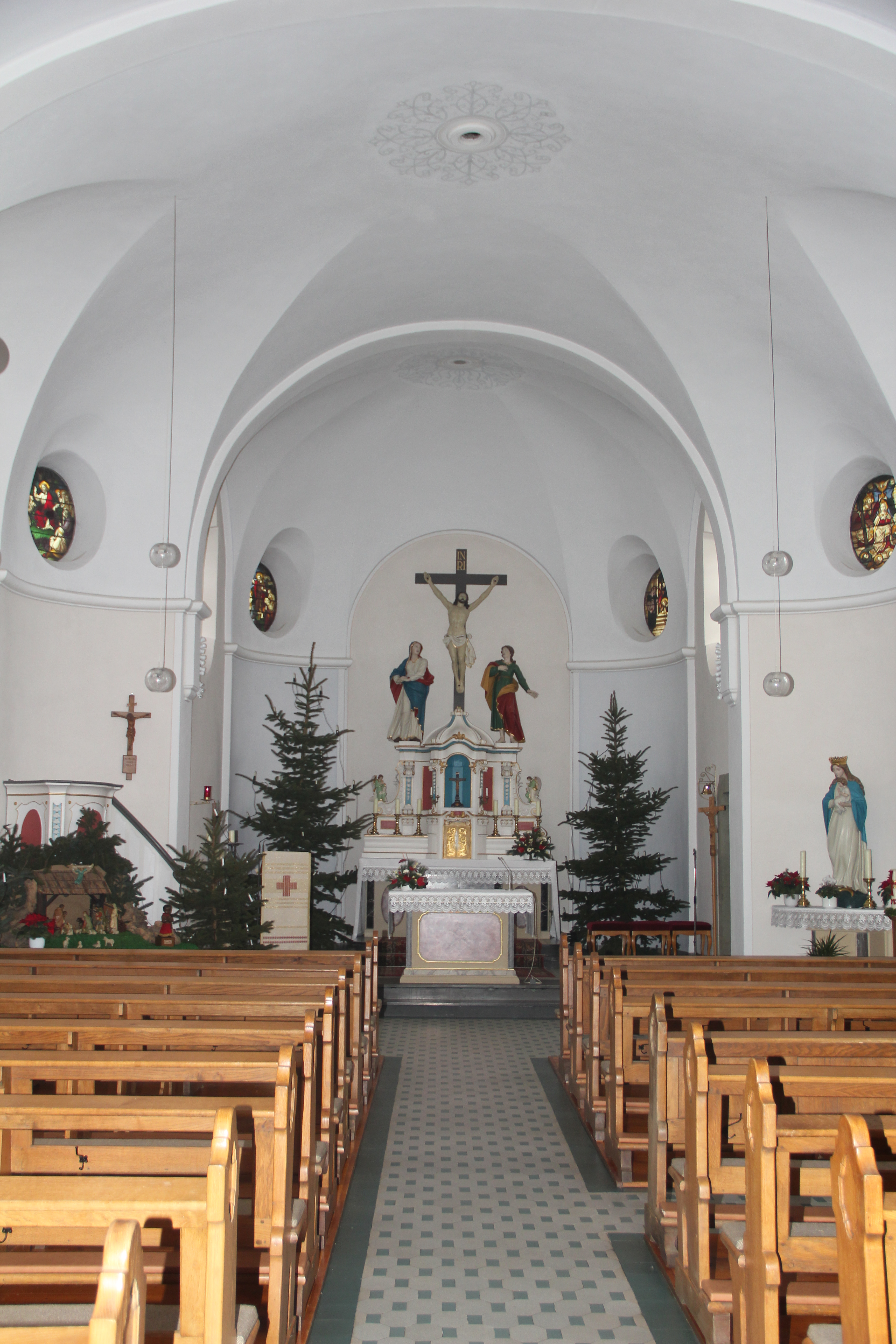
Innenansicht der Kapelle St. Johannes in Schoneberg

Die katholische Kapelle St. Johannes ist ein denkmalgeschütztes Kirchengebäude in der Schoneberger Straße in Schoneberg, einem Ortsteil von Lippetal im Kreis Soest (Nordrhein-Westfalen).

## Geschichte und Architektur
Die neubarocke, verputzte Saalkirche mit vier Jochen wurde nach Bezeichnung 1913 errichtet und ersetzte einen 1831–1832 errichteten Vorgängerbau. Der Entwurf für den Neubau stammte von dem Soester Architekten Josef Ferber.
Der Chor schließt gerade, der Turm, mit geschwungenem Satteldach und Laterne steht westlich. Die Ecken der Kapelle sind gerundet, die Wände sind durch Fenster in Form stehender Ovale mit seitlich ausgezogenen Pfosten gegliedert. Das einschwingende Portal ist mit Sandstein verblendet. Im Innenraum wurde ein Tonnengewölbe mit Stichkappen eingezogen. Bemerkenswert ist der Altaraufsatz aus Holz mit einer Kreuzigungsgruppe von der ersten Hälfte des 18. Jahrhunderts.